# Strategija
Strategija je dolgoročen načrt dejanj, potrebnih za reševanje problemov pri doseganju določenega cilja. Beseda izvira iz grških besed stratos (vojska) in ago (voditi), tudi danes se pogosto uporablja v kontekstu vojaških operacij, poleg tega pa tudi v politiki, ekonomiji in drugih dejavnostih.
Pojem se razlikuje od pojma taktika, ki opisuje kratkoročne odločitve na podlagi sredstev, ki so na voljo.